# Monts-de-Randon
Monts-de-Randon est une commune française située dans le département de la Lozère, en région Occitanie.
De statut administratif commune nouvelle, elle est née de la fusion le 1er janvier 2019 des communes d'Estables, Rieutort-de-Randon (chef-lieu), Saint-Amans, Servières et La Villedieu.

## Géographie

### Localisation
Les communes limitrophes sont  Arzenc-de-Randon, Barjac, Chastel-Nouvel, Gabrias, La Panouse, Lachamp-Ribennes, Le Born, Les Laubies, Mende, Saint-Denis-en-Margeride, Saint-Gal et Saint-Sauveur-de-Ginestoux.
| Les Laubies                 | Saint-Denis-en-Margeride | La Panouse                                   |
| Saint-Gal, Lachamp-Ribennes | Monts-de-Randon          | Saint-Sauveur-de-Ginestoux, Arzenc-de-Randon |
| Gabrias, Barjac             | Mende, Chastel-Nouvel    | Le Born                                      |

Il y a cinq villages : Estables, Rieutort-de-Randon, Saint-Amans, Servières et La Villedieu.
Estables est un petit village rural peuplé d'environ 160 habitants organisé autour de son église.
Rieutort-de-Randon est le plus important des cinq villages, avec une population d'environ 800 habitants. On y trouve une mairie, une église (église Saint-Julien, l'une des plus belles du département), une école primaire publique, une école primaire privée, un bureau de poste et plusieurs commerces et services de proximité (boulangerie, restaurant, salon de coiffure, médecin généraliste...). Le village jouit de sa proximité avec Mende, le chef-lieu du département.
Saint-Amans est situé à proximité de Rieutort-de-Randon. Le village est une petite localité rurale de montagne. On y trouve une église et une école primaire publique. Il y a environ 150 âmes.
Servières est le village le plus à l'ouest. Il compte à peu près 200 âmes.
La Villedieu est un tout petit village rural enclavé. Avec seulement 32 habitants, il s'agissait de la commune la moins peuplée du département de la Lozère. Il y a une petite église à La Villedieu : l'église Saint-Robert.

### Principaux hameaux en dehors des communes fusionnées
La Bastide, Le Bouchet, Coulagnes Basses, L'Espinas, Les Fangettes, Froidviala, La Lichère, Limousis, Malassagne, La Salassette, La Veissière, Vitrolles.

### Hydrographie
Elle est parcourue au sud par la Colagne, sortie du lac de Charpal, renforcée par la Tartaronne, et au nord, par la Truyère, qui y prend naissance.

### Climat
Pour des articles plus généraux, voir Climat de l'Occitanie et Climat de la Lozère.
En 2010, le climat de la commune est de type climat océanique franc, selon une étude s'appuyant sur une série de données couvrant la période 1971-2000. En 2020, Météo-France publie une typologie des climats de la France métropolitaine dans laquelle la commune est exposée à un climat de montagne ou de marges de montagne et est dans la région climatique Sud-est du Massif Central, caractérisée par une pluviométrie annuelle de 1 000 à 1 500 mm, minimale en été, maximale en automne.
Pour la période 1971-2000, la température annuelle moyenne est de 6,7 °C, avec une amplitude thermique annuelle de 15,6 °C. Le cumul annuel moyen de précipitations est de 941 mm, avec 10 jours de précipitations en janvier et 6,6 jours en juillet. Pour la période 1991-2020, la température moyenne annuelle observée sur la station météorologique installée sur la commune est de 5,9 °C et le cumul annuel moyen de précipitations est de 911,2 mm,. Pour l'avenir, les paramètres climatiques de la commune estimés pour 2050 selon différents scénarios d'émission de gaz à effet de serre sont consultables sur un site dédié publié par Météo-France en novembre 2022.
| Mois                                  | jan.           | fév.           | mars          | avril         | mai           | juin          | jui.          | août          | sep.          | oct.          | nov.           | déc.         | année      |
| ------------------------------------- | -------------- | -------------- | ------------- | ------------- | ------------- | ------------- | ------------- | ------------- | ------------- | ------------- | -------------- | ------------ | ---------- |
| Température minimale moyenne (°C)     | −4,4           | −5             | −2,1          | 0,7           | 3,4           | 7,7           | 10,1          | 10            | 7             | 3,7           | 0              | −2,8         | 2,4        |
| Température moyenne (°C)              | −2             | −2,3           | 1,1           | 4,7           | 7,5           | 12,1          | 14,8          | 14,7          | 11            | 6,9           | 2,4            | −0,2         | 5,9        |
| Température maximale moyenne (°C)     | 0,4            | 0,4            | 4,3           | 8,6           | 11,6          | 16,5          | 19,5          | 19,4          | 15            | 10,1          | 4,8            | 2,3          | 9,4        |
| Record de froid (°C) date du record   | −15,4 18.01.13 | −20,8 04.02.12 | −15 09.03.10  | −9,7 07.04.21 | −6,4 05.05.19 | −0,7 01.06.11 | 2,2 15.07.16  | 2,2 26.08.18  | −2,3 27.09.20 | −9,8 28.10.12 | −11,4 27.11.10 | −16 26.12.10 | −20,8 2012 |
| Record de chaleur (°C) date du record | 16,6 01.01.22  | 16,8 26.02.19  | 17,6 15.03.12 | 21,1 09.04.11 | 24,4 11.05.12 | 31,2 27.06.19 | 29,7 07.07.15 | 29,9 07.08.20 | 25,4 16.09.19 | 20,5 03.10.11 | 17,5 10.11.15  | 16 10.12.16  | 31,2 2019  |
| Précipitations (mm)                   | 63,6           | 53,4           | 55,5          | 78,7          | 101,1         | 81,1          | 70,7          | 65,7          | 66,4          | 92,1          | 116,4          | 66,5         | 911,2      |

## Urbanisme

### Typologie
Au 1er janvier 2024, Monts-de-Randon est catégorisée commune rurale à habitat très dispersé, selon la nouvelle grille communale de densité à sept niveaux définie par l'Insee en 2022.
Elle est située hors unité urbaine. Par ailleurs la commune fait partie de l'aire d'attraction de Mende, dont elle est une commune de la couronne,. Cette aire, qui regroupe 31 communes, est catégorisée dans les aires de moins de 50 000 habitants,.

### Risques majeurs
Le territoire de la commune de Monts-de-Randon est vulnérable à différents aléas naturels : météorologiques (tempête, orage, neige, grand froid, canicule ou sécheresse), inondations, feux de forêts et séisme (sismicité faible). Il est également exposé à deux risques technologiques,  le transport de matières dangereuses et la rupture d'un barrage, et à un risque particulier : le risque de radon. Un site publié par le BRGM permet d'évaluer simplement et rapidement les risques d'un bien localisé soit par son adresse soit par le numéro de sa parcelle.

#### Risques naturels
Certaines parties du territoire communal sont susceptibles d’être affectées par le risque d’inondation par débordement de cours d'eau, notamment la Truyère, le Chapeauroux, la Colagne, l'Ance, le Bouisset, la Ginèze et le ruisseau du Coulagnet. La commune a été reconnue en état de catastrophe naturelle au titre des dommages causés par les inondations et coulées de boue survenues en 1982, 1994 et 2003,.
Monts-de-Randon est exposée au risque de feu de forêt. Un plan départemental de protection des forêts contre les incendies (PDPFCI) a été approuvé en décembre 2014 pour la période 2014-2023. Les mesures individuelles de prévention contre les incendies sont précisées par divers arrêtés préfectoraux et s’appliquent dans les zones exposées aux incendies de forêt et à moins de 200 mètres de celles-ci. L’arrêté du 23 mars 2018, complété par un arrêté de 2020, réglemente l'emploi du feu en interdisant notamment d’apporter du feu, de fumer et de jeter des mégots de cigarette dans les espaces sensibles et sur les voies qui les traversent sous peine de sanctions. L'arrêté du 23 août 2021, abrogeant un arrêté de 2002, rend le débroussaillement obligatoire, incombant au propriétaire ou ayant droit,,.

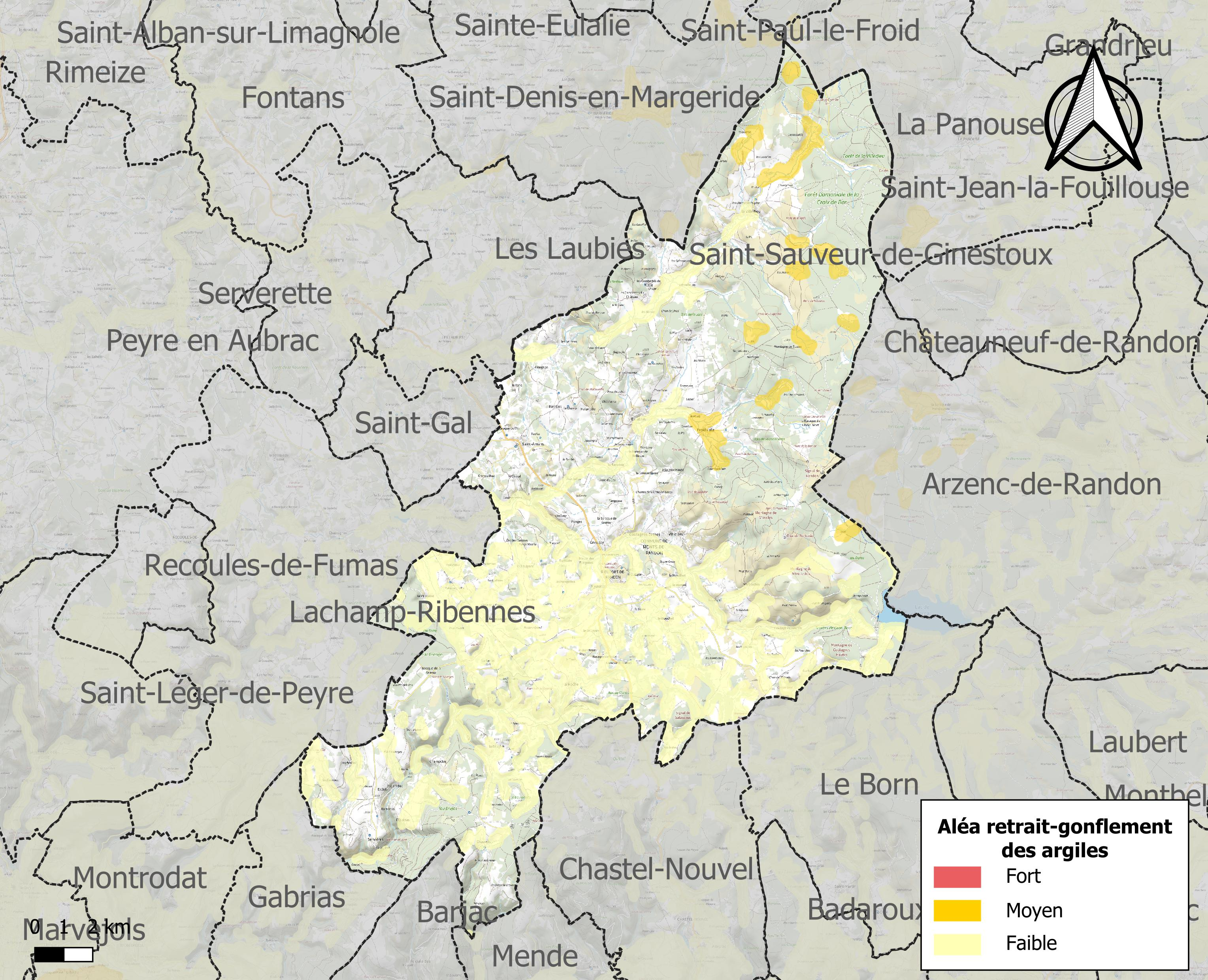
Carte des zones d'aléa retrait-gonflement des sols argileux de Monts-de-Randon.

Le retrait-gonflement des sols argileux est susceptible d'engendrer des dommages importants aux bâtiments en cas d’alternance de périodes de sécheresse et de pluie. 3 % de la superficie communale est en aléa moyen ou fort (15,8 % au niveau départemental et 48,5 % au niveau national). Sur les 933 bâtiments dénombrés sur la commune en 2019,  24 sont en aléa moyen ou fort, soit 3 %, à comparer aux 14 % au niveau départemental et 54 % au niveau national. Une cartographie de l'exposition du territoire national au retrait gonflement des sols argileux est disponible sur le site du BRGM,.
Par ailleurs, afin de mieux appréhender le risque d’affaissement de terrain, l'inventaire national des cavités souterraines permet de localiser celles situées sur la commune.

#### Risques technologiques
Le risque de transport de matières dangereuses sur la commune est lié à sa traversée par des infrastructures routières ou ferroviaires importantes ou la présence d'une canalisation de transport d'hydrocarbures. Un accident se produisant sur de telles infrastructures est susceptible d’avoir des effets graves sur les biens, les personnes ou l'environnement, selon la nature du matériau transporté. Des dispositions d’urbanisme peuvent être préconisées en conséquence.
La commune est en outre située en aval du barrage du Charpal, un ouvrage de classe B. À ce titre elle est susceptible d’être touchée par l’onde de submersion consécutive à la rupture d'un de ces ouvrages.

#### Risque particulier
Dans plusieurs parties du territoire national, le radon, accumulé dans certains logements ou autres locaux, peut constituer une source significative d’exposition de la population aux rayonnements ionisants. Certaines communes du département sont concernées par le risque radon à un niveau plus ou moins élevé. Selon la classification de 2018, la commune de Monts-de-Randon est classée en zone 3, à savoir zone à potentiel radon significatif.

## Toponymie
Elle tire son nom de la baronnie de Randon qui était l'une des huit baronnies du Gévaudan et dont le siège initial se trouvait au puech David, sur la commune d'Estables.

## Histoire
Le 28 novembre 2018, un arrêté préfectoral porte création de la commune au 1er janvier 2019. Le chef-lieu est situé à Rieutort-de-Randon.

## Politique et administration

### Liste des maires
| Période      | Période   | Identité                                 | Étiquette | Qualité |
| ------------ | --------- | ---------------------------------------- | --------- | --- |
| janvier 2019 | juin 2020 | Patrice Saint-Léger                      | DVD       | Ancien maire de Rieutort-de-Randon (2008-2018) Conseiller départemental du canton de Saint-Alban-sur-Limagnole (depuis 2015) Président de la communauté de communes Randon - Margeride (2017-2020) |
| juin 2020    | En cours  | Francis Saint-Léger (Frère du précédent) | DVD       | Président de la communauté de communes Randon - Margeride (depuis 2020) |

### Communes déléguées
| Nom                        | Code Insee | Intercommunalité      | Superficie (km2) | Population (dernière pop. légale) | Densité (hab./km2) |
| -------------------------- | ---------- | --------------------- | ---------------- | --------------------------------- | ------------------ |
| Rieutort-de-Randon (siège) | 48127      | CC Randon - Margeride | 62,34            | 775 (2016)                        | 12                 |
| Estables                   | 48057      | CC Randon - Margeride | 32,89            | 165 (2016)                        | 5                  |
| Saint-Amans                | 48133      | CC Randon - Margeride | 9,98             | 151 (2016)                        | 15                 |
| Servières                  | 48189      | CC Randon - Margeride | 19,38            | 184 (2016)                        | 9,5                |
| La Villedieu               | 48197      | CC Randon - Margeride | 22,79            | 32 (2016)                         | 1,4                |

### Circonscriptions électorales
À la suite du décret du 5 mars 2020, la commune est entièrement rattachée au canton de Saint-Alban-sur-Limagnole.

## Population et société

### Démographie

#### Évolution démographique
L'évolution du nombre d'habitants est connue à travers les recensements de la population effectués dans la commune depuis 2016. Pour les communes de moins de 10 000 habitants, une enquête de recensement portant sur toute la population est réalisée tous les cinq ans, les populations de référence des années intermédiaires étant quant à elles estimées par interpolation ou extrapolation. Pour la commune, le premier recensement exhaustif entrant dans le cadre du nouveau dispositif a été réalisé en 2016.

En 2022, la commune comptait 1 209 habitants, en évolution de −7,5 % par rapport à 2016 (Lozère : +0,11 %, France hors Mayotte : +2,11 %).
| 2016  | 2021  | 2022  |
| ----- | ----- | ----- |
| 1 307 | 1 236 | 1 209 |

#### Pyramide des âges
La population de la commune est plus jeune que celle du département. En 2018, le taux de personnes d'un âge inférieur à 30 ans s'élève à 31,0 %, soit un taux supérieur à la moyenne départementale (29,7 %) et le taux de personnes d'un âge supérieur à 60 ans (31,6 %) est inférieur au taux départemental (32,5 %).
En 2018, la commune comptait 652 hommes pour 641 femmes, soit un taux de 50,43 % d'hommes, supérieur au taux départemental (49,96 %).
Les pyramides des âges de la commune et du département s'établissent comme suit :
| Hommes | Classe d’âge | Femmes |
| ------ | ------------ | ------ |
| 0,8    | 90 ou +      | 2,5    |
| 10,7   | 75-89 ans    | 13,0   |
| 19,6   | 60-74 ans    | 16,8   |
| 19,6   | 45-59 ans    | 18,3   |
| 17,8   | 30-44 ans    | 18,9   |
| 11,6   | 15-29 ans    | 13,8   |
| 19,8   | 0-14 ans     | 16,7   |

| Hommes | Classe d’âge | Femmes |
| ------ | ------------ | ------ |
| 1      | 90 ou +      | 2,8    |
| 9,1    | 75-89 ans    | 11,8   |
| 21,6   | 60-74 ans    | 21,1   |
| 21,5   | 45-59 ans    | 20,2   |
| 16,3   | 30-44 ans    | 15,9   |
| 15,5   | 15-29 ans    | 13,6   |
| 15     | 0-14 ans     | 14,6   |

### Enseignement

#### Rieutort-de-Randon
- école primaire publique
- école primaire privée

#### Saint-Amans
école primaire publique

## Culture locale et patrimoine

### Lieux et monuments
- Église de Chauvets.

#### Estables
- Château de Combettes.
- Vestiges de l'ancien château de Randon.
- Église Saint-Hilaire d'Estables.
- Col du Cheval Mort (1 454 m).

#### Rieutort-de-Randon
- Église Saint-Julien de Rieutort-de-Randon ;
- Chapelle Saint-Ferréol de Rieutort-de-Randon ;
- Truc de Fortunio.

#### Saint-Amans (Lozère)
- Église Saint-Amans de Saint-Amans.

#### Servières
- Château de la Grange.
- Église Saints-Pierre-et-Paul de Servières.

#### La Villedieu (Lozère)
- Col des Trois Sœurs à 1 452 m.
- Église Saint-Robert de La Villedieu.

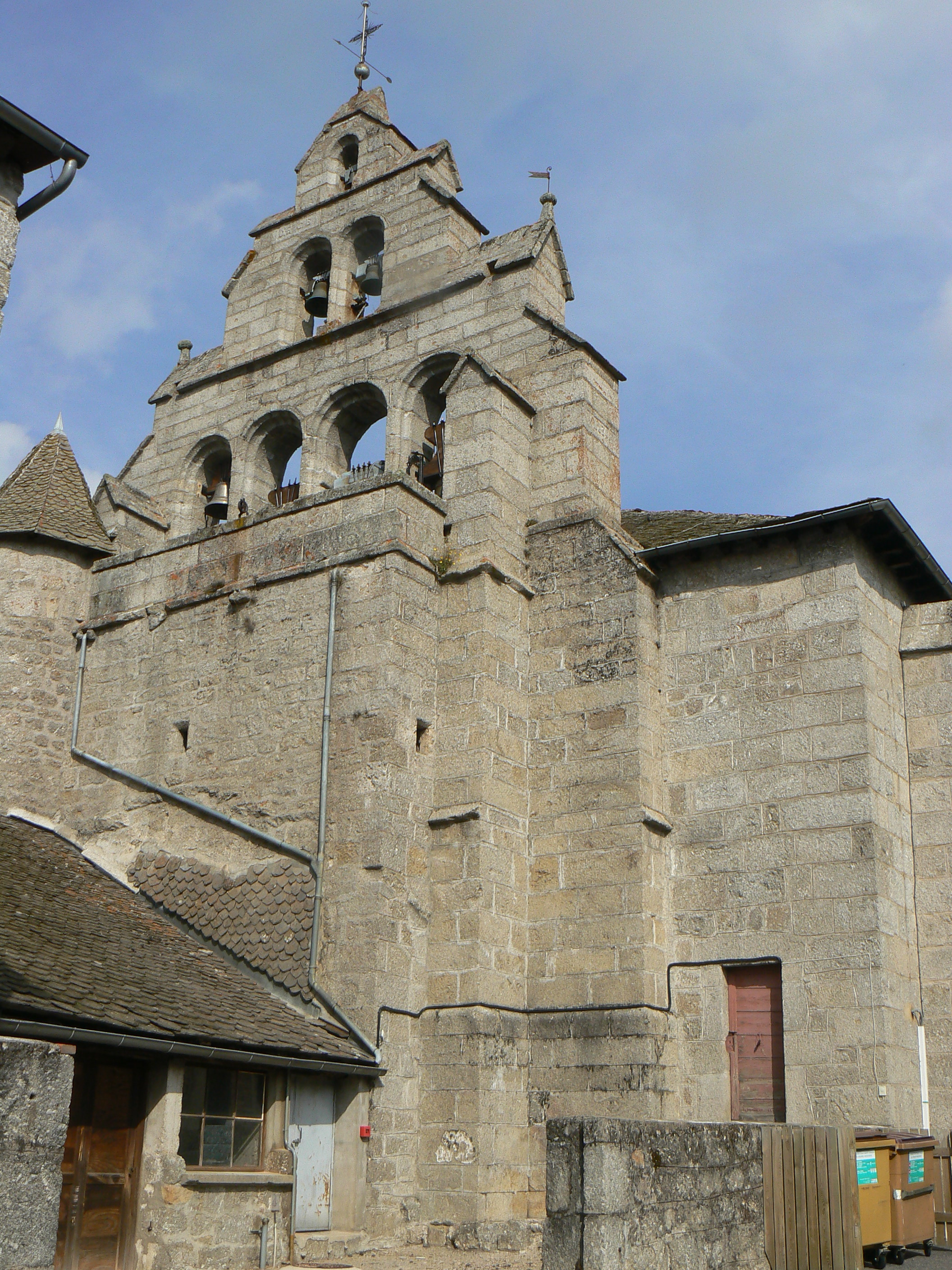
Le clocher-mur de l'Église Saint-Julien de Rieutort-de-Randon.
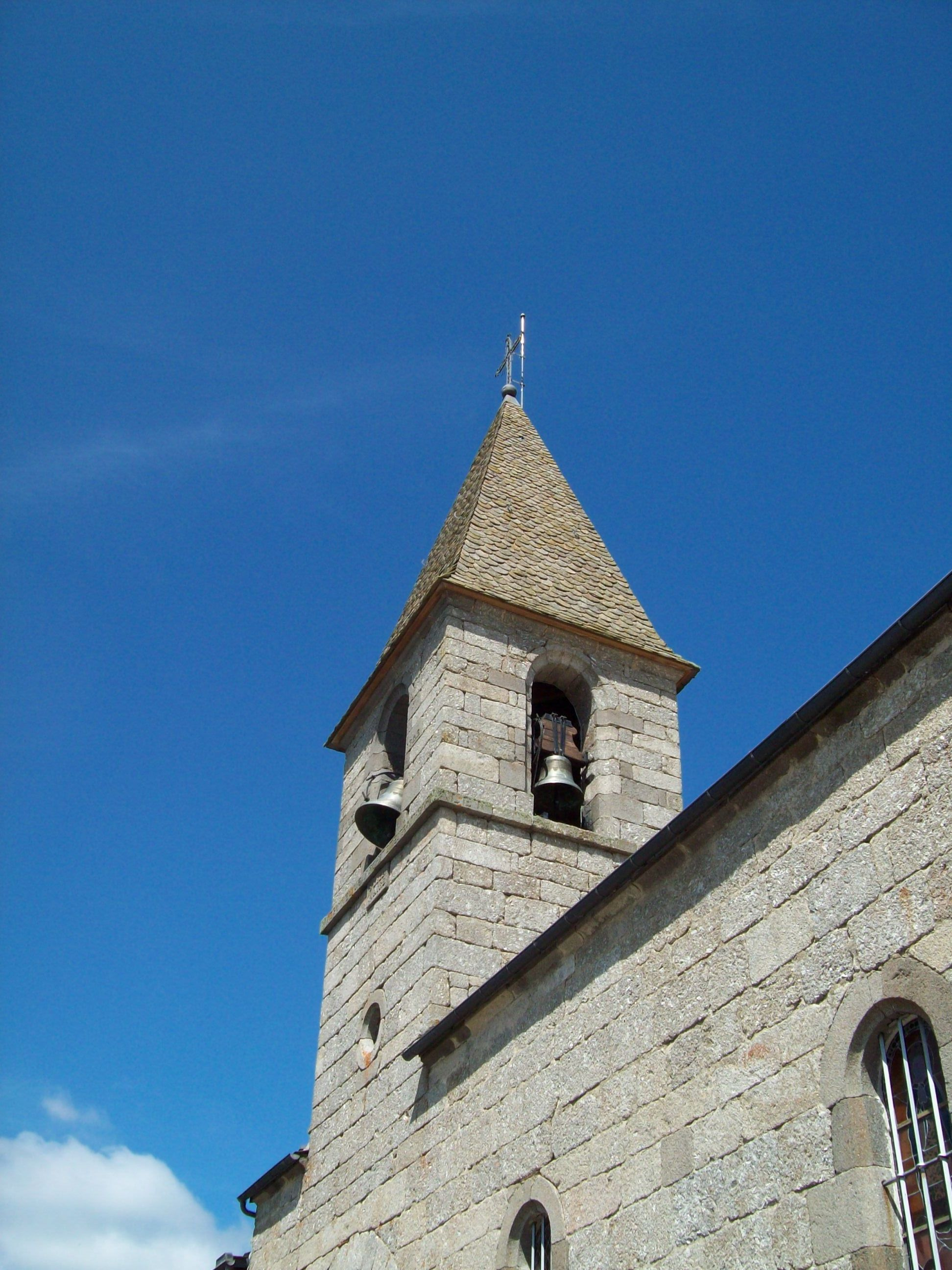
Le clocher de l'Église Saint-Hilaire d'Estables.
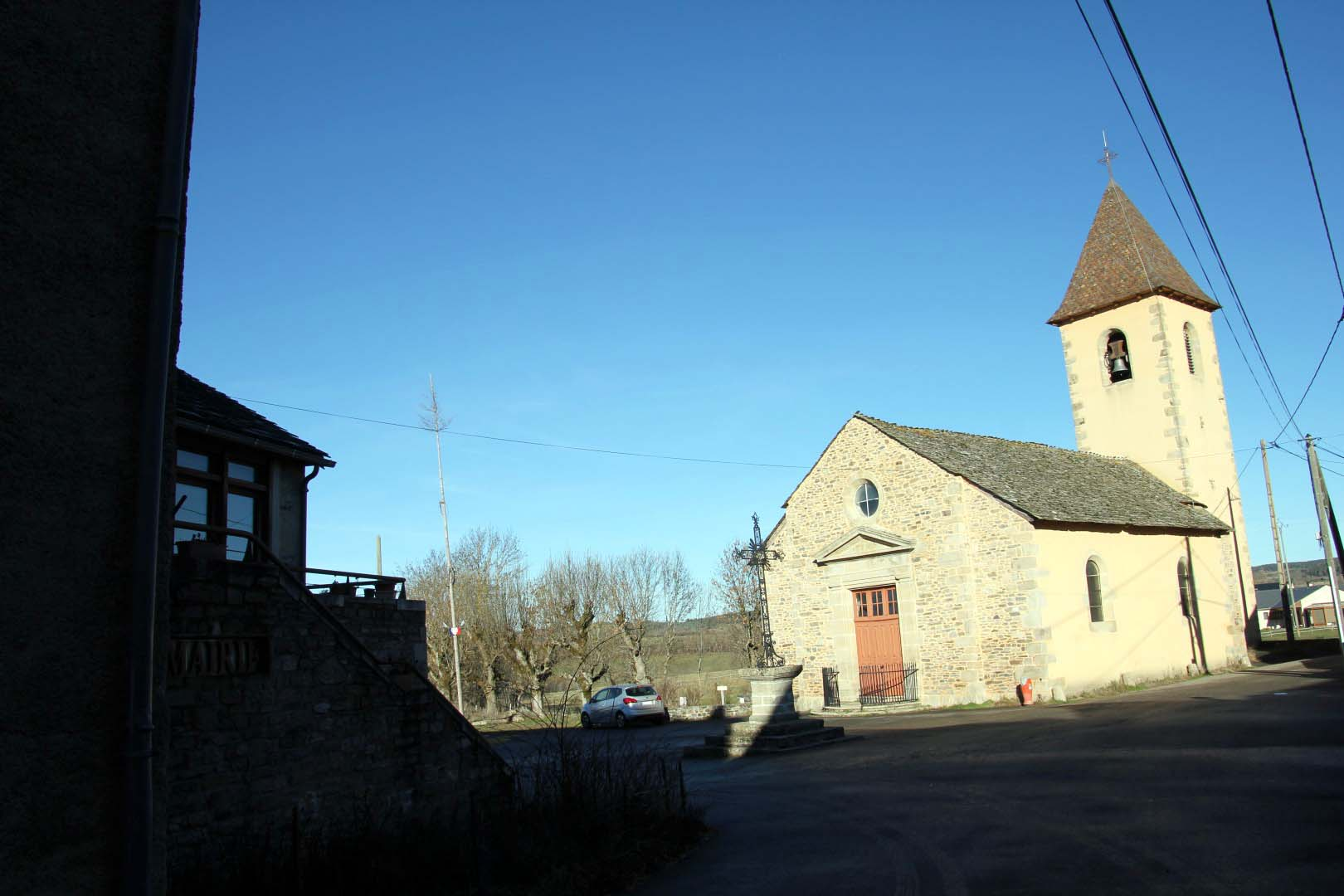
Église Saints-Pierre-et-Paul de Servières.
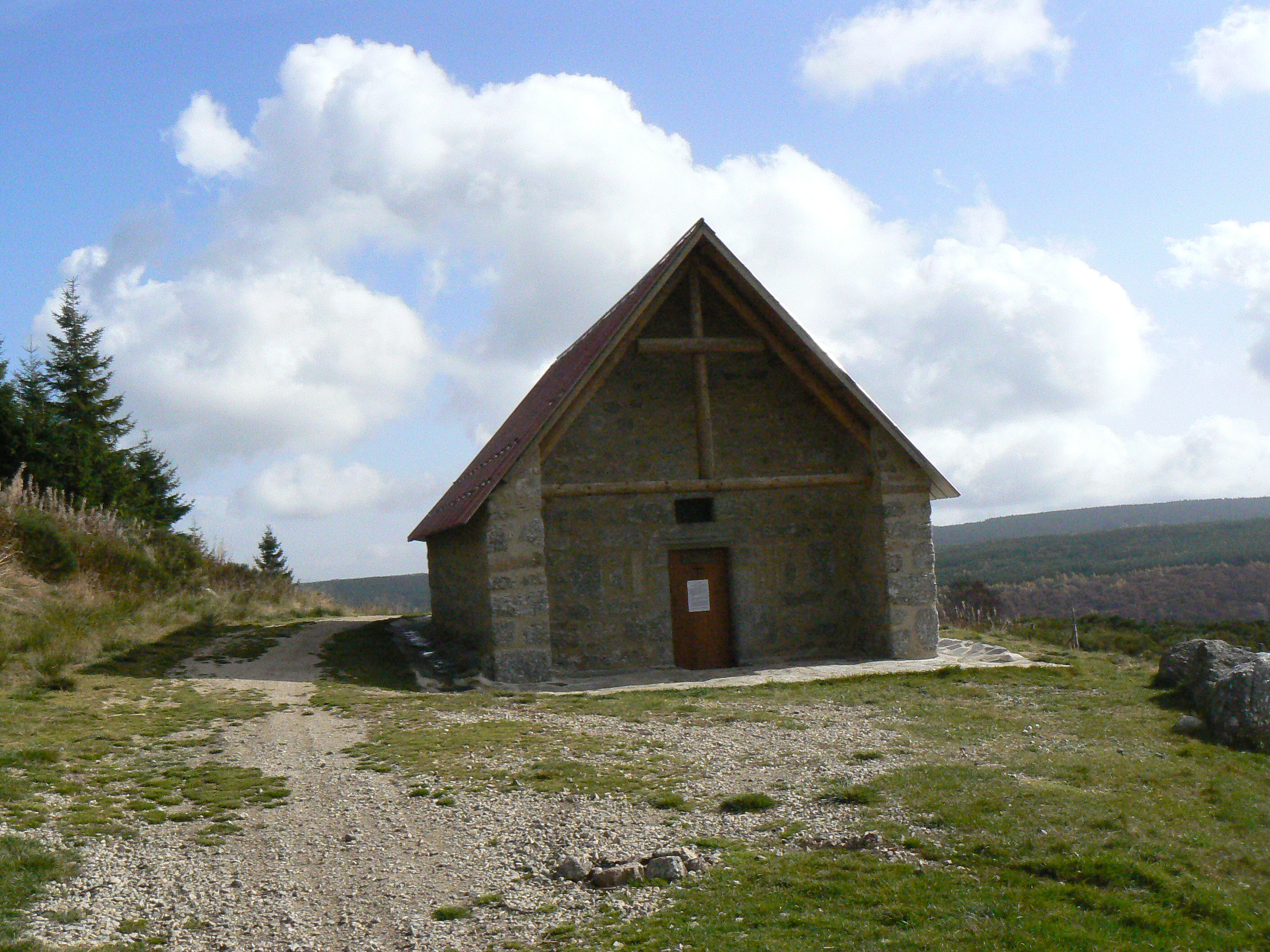
La chapelle Saint-Ferréol.